# Quintay
Quintay es una localidad costera y distrito censal de la comuna de Casablanca,  situada en las cercanías de Valparaíso y a 122 km de Santiago de Chile.

## Historia

### Prehispánico
La zona como todo la región presenta una ocupación humana que data desde aproximadamente 12.000 años. Sucesivas culturas han ocupado esta zona, siendo un lugar de asentamiento chango.

### Colonia ysigloXXrepublicano

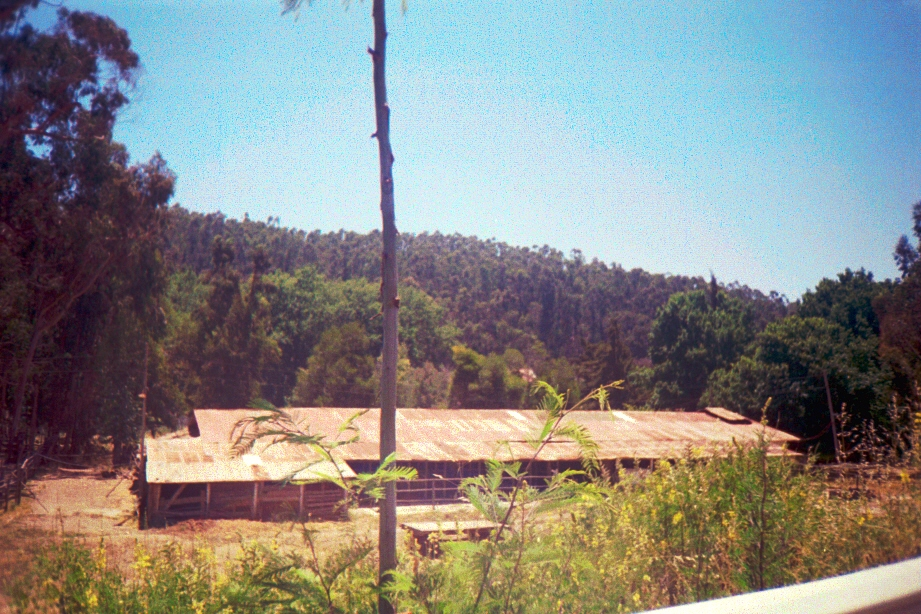
Una casa campesina del en los alrededores de Quintay, cerca de Pitama.

La zona fue ocupada en actividades agrícolas. Asimismo, se han encontrado datos acerca de la existencia de una antigua hacienda jesuita en Curauma. Esta propiedad fue comprada por la Compañía de Jesús en 1672 y permaneció en su poder hasta su expulsión de Chile en 1767.
La Junta de Temporalidades encargada de administrar los bienes raíces de los jesuitas expulsados remató la hacienda de Las Tablas (adyacente a la hacienda de Tunquén y Quintay por el norte) a Francisco Ruiz de Balmaceda en 1784. En dicha venta se incluían además las haciendas de Tunquén y Quintay. Después de casi medio siglo en manos de la familia Ramírez Rosales, la hacienda de Las Tablas fue comprada por Pedro Antonio Martínez en 1868, quien subdividió la hacienda vendiendo la hacienda de Quintay a Fermín Silva Montt y la de Tunquén a Nicolás Igualt en 1872.

### SigloXX
Alrededor del año 1900 surge la caleta de Quintay tras el asentamiento de pescadores provenientes de las caletas de Algarrobo, El Quisco y Valparaíso. Así surgen las primeras familias: Araya Marin, Campos Marin, Bernal Sepúlveda, Farias Gamboa, Concha Romero, Sepúlveda Marín. Al descubrir que el lugar era bueno para la pesca y la extracción de mariscos, se empezó a poblar de familias que vivían en condiciones muy precarias, desarrollando estas actividades. Entre 1917 y 1930 llegó un nuevo grupo de familias provenientes de distintos lugares del país dando origen a la actual población de Quintay. En 1943 se da partida a las actividades de la Planta Ballenera que culminaron en 1967.

### Ballenera

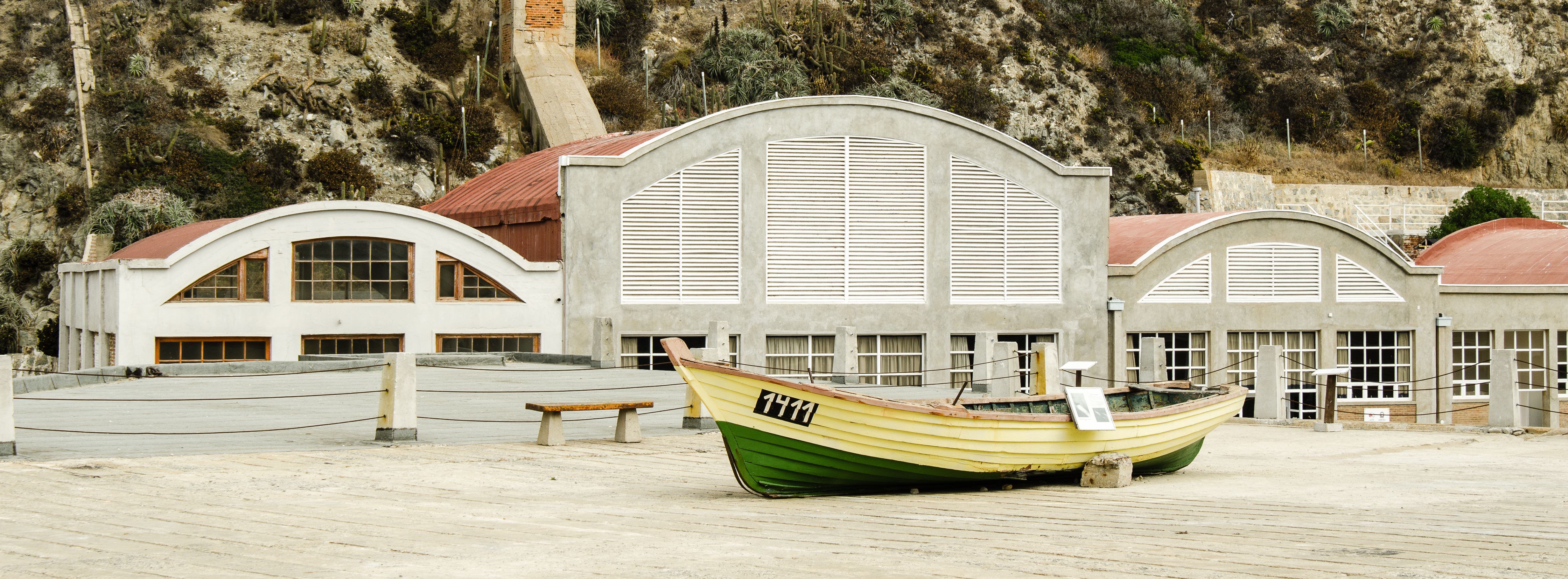
Ballenera de Quintay

En esta localidad se construyó la ballenera de Quintay, la más importante de Chile, a cargo de la empresa INDUS.
En 1936 inició su actividad ballenera con una flota de buques fábrica y plantas terrestres en Corral e Isla Guafo, quien inauguró el 1 de diciembre de 1943, fue la más grande del país. Mineros de la zona de los Andes fueron traídos especialmente para los trabajos de relleno del espacio de mar entre los islotes sobre los cuales se levantó la ballenera que operó a plena capacidad hasta 1967. En su momento de mayor auge (1956-1962) llegó a procesar 2.100 ballenas y producir 43.826 barriles de aceite anuales. La actividad de Quintay se interrumpió en 1961, para reanudarse transitoriamente en 1964 bajo administración japonesa y concluyó definitivamente en 1967. La actividad de la planta había decaído desde la inauguración de la nueva planta de la Compañía INDUS en caleta El Molle (Iquique), pero tras el su cierre en 1965, Quintay volvió a operar asociada a la empresa japonesa Nitto Whaling Co., que aportó modernos barcos cazadores y un barco frigorífico.
A diferencia de la época en que la ballenera de Quintay fue operada exclusivamente por sus dueños chilenos, entre 1964 y 1967 el foco de la cacería fue la producción de carne para consumo humano en Japón y no el aceite para la elaboración de otros productos. La última temporada de caza se llevó a cabo entre enero y marzo de 1967, atrapando un total de 486 ballenas. Tras estos resultados la compañía japonesa terminó su relación con la compañía INDUS y la planta de Quintay cerró debido a que la actividad ya no era rentable. Usualmente se señala erróneamente que la planta de Quintay cerró en 1967, pues Chile habría firmado un tratado que prohibía la caza de ballenas ese año, pero la verdad es que la caza de cetáceos continuó hasta 1983 por parte de compañía Macaya Hnos., ubicada en la región del Biobío. La cuota asignada ese año alcanzó a los 30 ejemplares, de acuerdo a lo publicado en el diario oficial el 5 de abril de 1983, pero la captura solo alcanzó a los 4 ejemplares.   
Gracias a la protección internacional, la población de ballenas presenta una paulatina recuperación. Entre ellas está la ballena azul, que de 250 mil ejemplares había disminuido a solo 400 ejemplares y que luego subió a mil.
En la ballenera de Quintay trabajaban entre 700 y 1000 personas durante todo el año. La caza se realizaba con barcos equipados con arpones impulsados por un cañón. En ese tiempo trabajaban hasta ocho embarcaciones de manera simultánea, los que podían cazar hasta dieciséis cetáceos diarios.
Tras la moratoria las ballenas volvieron a parir en las aguas someras de Quintay.
El 28 de marzo de 2003, el barco pesquero "Argos II", mientras se encontraba realizando faenas de extracción pesquera con redes de arrastres de fondo para la pesca del crustáceo Gamba de uso comercial, extrajo un gran cráneo de un cetáceo a unos 25 kilómetros al oeste de Punta Gallo, cerca de Quintay y a unos 650 metros de profundidad. El Capitán del Argos II, Juan Francisco Moran Medina, decidió entonces trasladar el cráneo hasta el puerto de san Antonio y donarlo al Museo de San Antonio.

## Economía
Quintay basa sus recursos principalmente en la pesca y el turismo. Los pobladores también obtienen ingresos gracias a empresas que han llegado al pueblo, y por otro lado se ha potenciado el desarrollo turístico; la artesanía, la gastronomía, el buceo, pesca artesanal y deportiva.

## Lugares

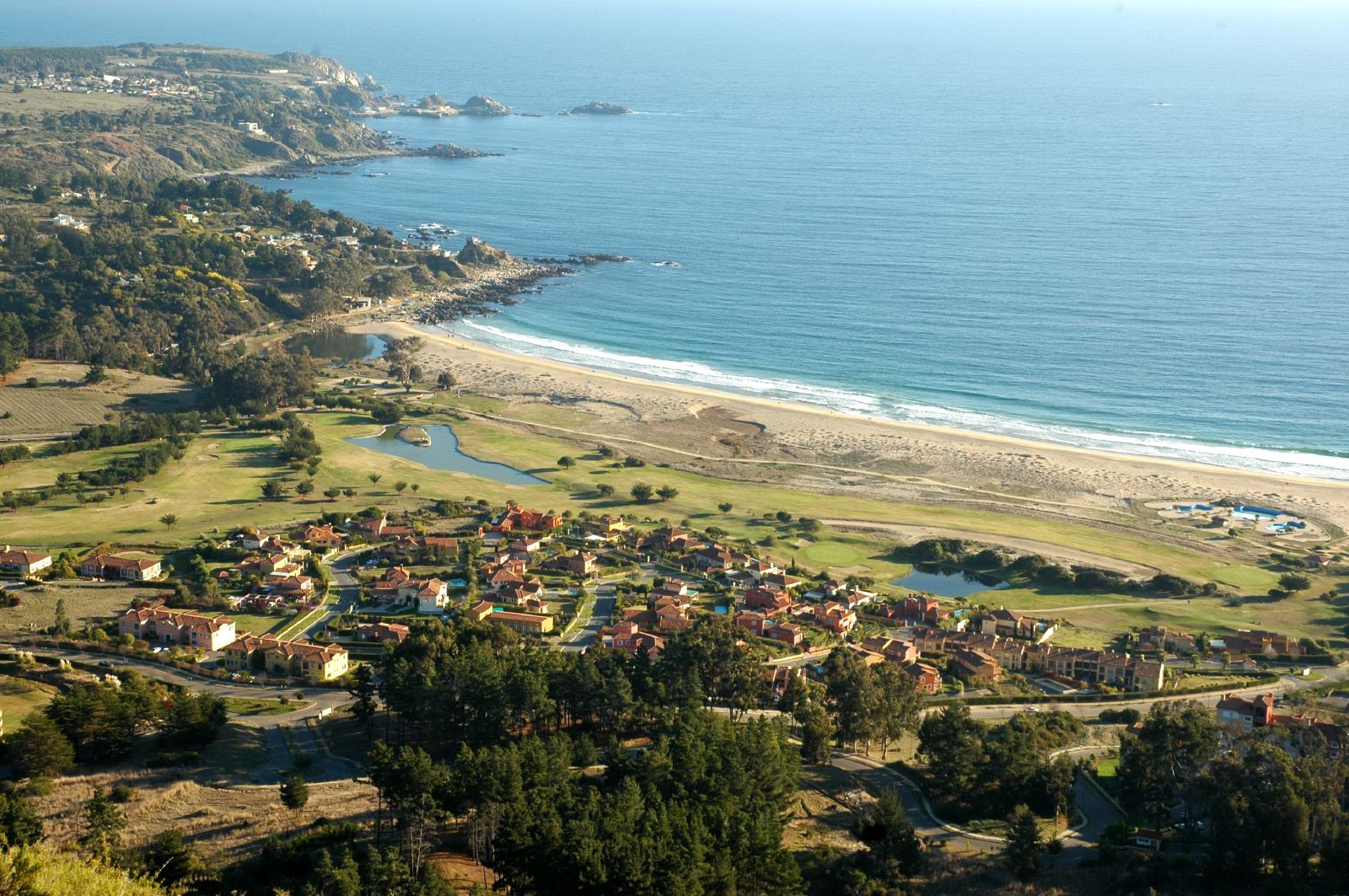
Vista aérea de Santa Augusta de Quintay.

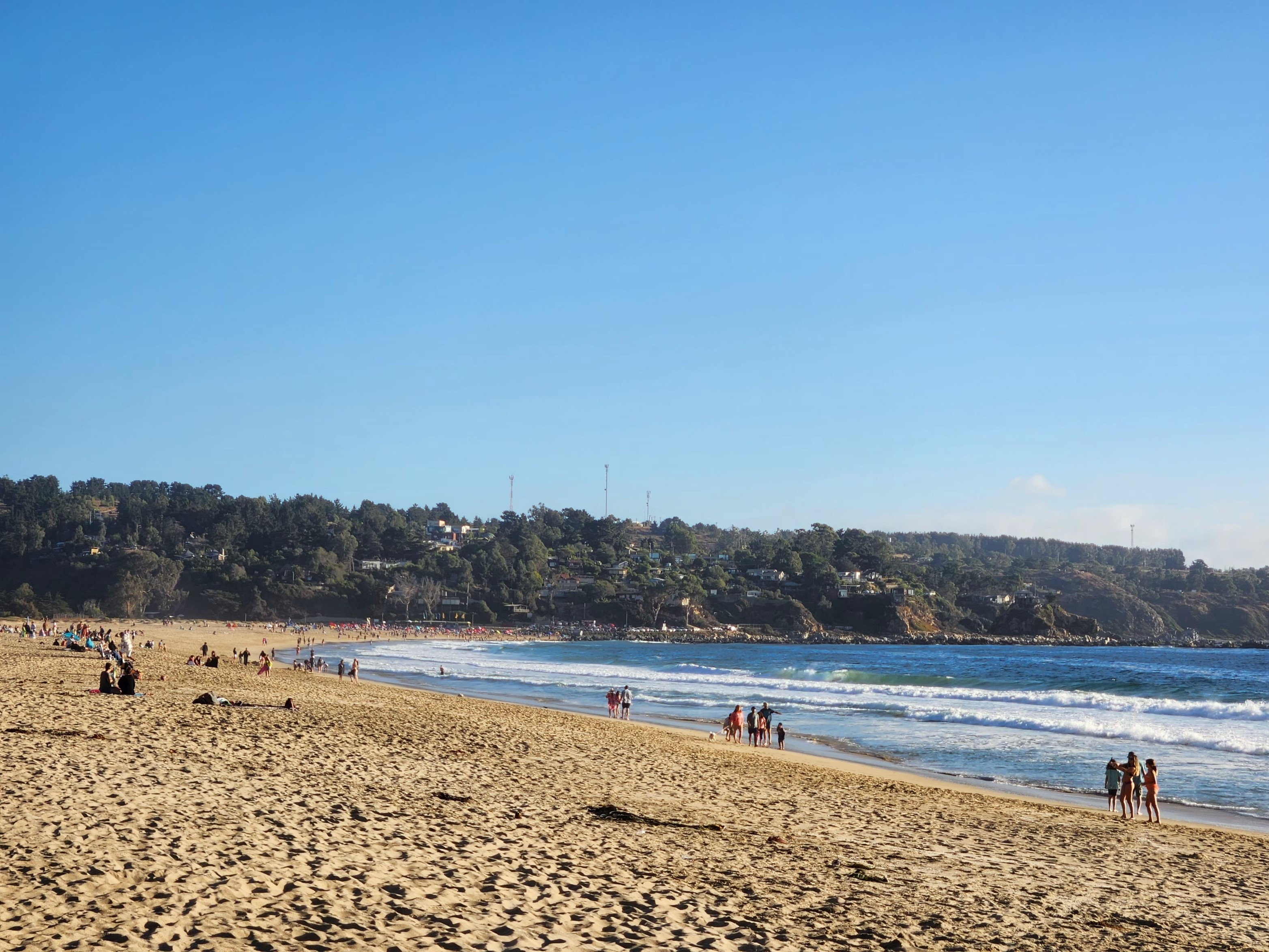
Playa Grande de Quintay

En la actualidad Quintay está integrado por los siguientes sectores o barrios: La Caleta, El Pueblo, Playa Grande, Playa Chica, Playa Brava, y el Condominio Santa Augusta de Quintay, el que fuera construido a partir del año 1996, en lo que antes fuera el Fundo Santa Augusta, y que está constituido por una gran cantidad de casas y departamentos.
La costa del lado sur de Quintay es escarpada, rocosa e irregular, mientras que en el lado norte destaca una playa de arenas blancas de aproximadamente 1 km de extensión, en cuyo extremo norte se encuentra un cerro abrupto denominado Curauma, que en lengua mapuche significa "Piedra de Montaña", salpicado de imponentes acantilados y formas rocosas que caen directamente al mar.
Los cerros que rodean a Quintay forman además un cordón montañoso que mantiene al sector protegido de los vientos predominantes del sur. Estos cerros no tienen un descenso paulatino, sino que forman distintos niveles de pendientes abruptas, generan planos horizontales y pequeñas mesetas donde se sitúan las casas de los pescadores, el poblado y las construcciones del sector del balneario.

### Fundación Quintay
En la actualidad la ex ballenera funciona como museo y se puede conocer pagando una entrada general. Se llama Fundación Quintay, y tiene como objetivo la promoción, fomento y desarrollo de la pesquería sustentable, la protección, defensa, y recuperación del medio ambiente marino y se exhibe la historia de la caza de la ballena y de la ballenera.La Fundación Quintay obtuvo parte de los terrenos de la antigua ballenera en concesión según Decreto 081 de la Subsecretaría de Marina del Ministerio de Defensa.
Creada por Decreto 853 del Ministerio de Justicia de Chile el 29 de octubre de 1997, su objetivo es la promoción, fomento y desarrollo de la pesquería sustentable, la protección, defensa, y recuperación del medio ambiente marino y el manejo sustentable del borde costero. Exhibiciones fotográficas muestran la riqueza de especies marinas y la biodiversidad de la costa. Esta sala forma parte integral del Museo que incluye además las plataformas exteriores.
Su programa de largo plazo es transformar esta instalación en un centro de promoción de una cultura de respeto al mar. La vista a la que se puede acceder conociendo este lugar es realmente conmovedora.

### Pueblo
En la parte alta de la Caleta se encuentra el pueblo con el comercio establecido y los alojamientos. Se encuentra el Colegio, el que tiene un coro establecido.

### Caleta de pescadores

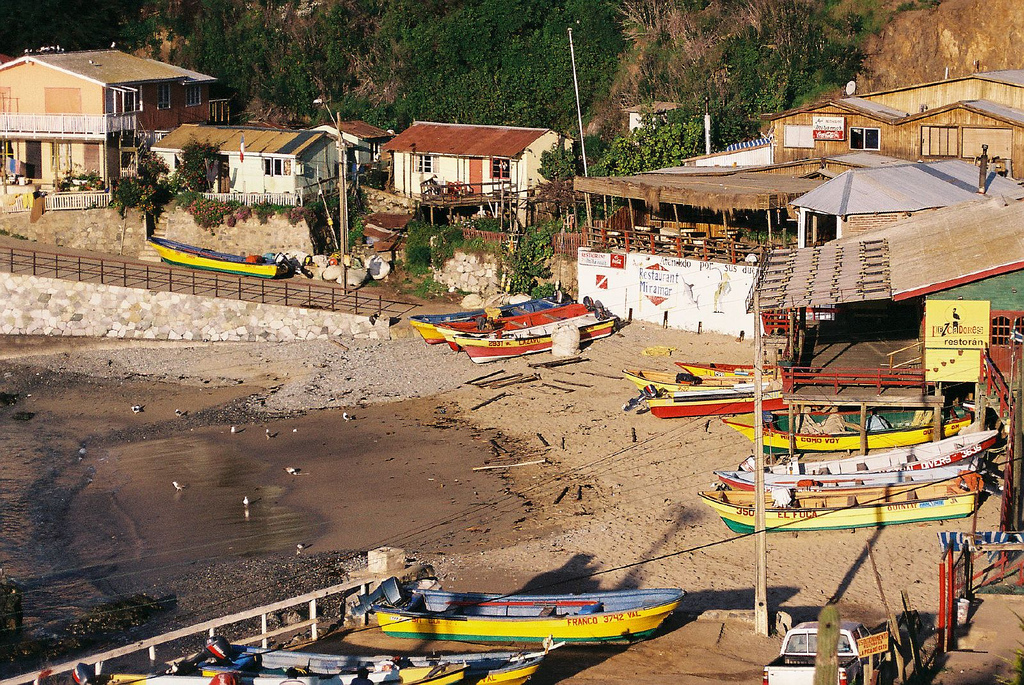
Caleta de pescadores en Quintay

En las cercanías de la antigua ballenera se encuentra la caleta de pescadores de Quintay en la que practican la pesca gran parte de sus pobladores. Los pescadores mantienen restaurantes de mariscos y productos del mar a las orillas de la caleta.
Esta zona es ideal para realizar paseos, excursiones, tomar baños de mar, práctica de buceo, pesca y degustar en su caleta de los productos del mar.
El ministro de Obras Públicas, Sergio Bitar, visitó el 24 de octubre de 2009 la caleta de pescadores de Quintay, para entregar detalles con respecto a la licitación que permitieron mejorar las operaciones de los pescadores en la zona. Los trabajos involucraron una inversión de 1800 millones de pesos y fueron adjudicados el 27 de noviembre de 2009, para iniciarse en marzo de 2010, con un tiempo de ejecución de 10 meses. Se construyó una grúa para ubicar los botes pesqueros en el mar permitiendo despejar la calera, mientras los pescadores de la caleta obtuvieron la concesión del borde costero, permitiendo la implementación de otros proyectos vinculados a lo gastronómico y lo turístico.
En una ceremonia oficial en el Centro de Investigaciones Marinas de Quintay de la Universidad Andrés Bello, el martes 3 de noviembre de 2009, la Fundación Motorola, la UNAB, el Observatorio de Comunicaciones Digitales (OCD) y el Sindicato de Pescadores de Caleta Quintay pusieron oficialmente en marcha la primera “Caleta Segura” del país, en la cual los pescadores cuentan con el sistema de radiocomunicación MOTOTRBO™, con gran cobertura y a novedosas aplicaciones de localización a través de GPS, clave para la coordinación de sus tareas y el resguardo de su seguridad en su labor.

### Centro de Investigaciones Marinas de Quintay
El Centro de Investigaciones Marinas de Quintay (CIMARQ) es dependiente de la Facultad de Ciencias de la Vida de la Universidad Nacional Andrés Bello. Se encuentra ubicado en Quintay a 42 km al sur de Valparaíso.Locos, lapas y erizos, entre otros productos, saldrán de Quintay rumbo a mercados extranjeros. La langosta, en tanto, ya está siendo degustada en Asia y los promotores de su comercialización pretende exportarla de manera masiva.
El Centro posee una superficie total de unos 8.500 m², con más de 3.000 m² construidos, combinando el rescate del patrimonio arquitectónico de la ballenera con el desarrollo de modernas dependencias para la investigación, extensión y docencia. Se suma a esto una completa infraestructura de apoyo que incluye un auditorio multimedial, una sala multiuso, Guest House, laboratorio de computación, casino, biblioteca y espacios de esparcimiento, entre muchas otras dependencias.
A mediados del año 2007, CIMARQ crea el área de Operaciones Subacuáticas, procurando impulsar iniciativas de investigación y docencia para el estudio del medio ambiente submarino. En esta misma línea, una de sus experiencias se ha centrado en la generación de proyectos de investigación y cursos de arqueología subacuática, vinculándose estratégicamente con prestigiosas empresas como ARKA Consultores y organismos públicos especializados como el Consejo de Monumentos Nacionales.

### Santa Augusta de Quintay

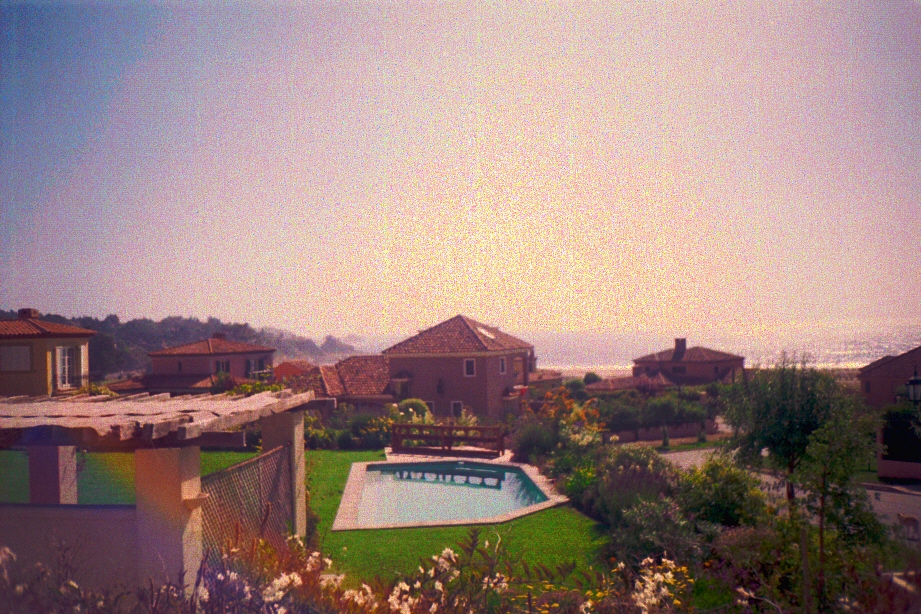
Santa Augusta de Quintay, con el paisaje de Quintay al fondo.

Hace más de una década el antiguo Fundo Santa Augusta se loteo dando lugar a una nueva urbanización llamada Santa Augusta de Quintay, en la que predomina el estilo Provenzal. Además de variados edificios y casas el lugar cuenta con una Casa Club y una cancha de Golf de 18 hoyos. Arquitectos como Heinz Junge han sido los responsables de su arquitectura.

### Playa
Su playa es de arena blanca y limpia, destacándose en sus alrededores abundante vegetación de bosques de pino y peumos, en ellas se pueden hacer buceo ya que en el lugar se ha desarrollado un hermoso ecosistema marino.

### Lugares en las cercanías
En las cercanías existe interesantes y bellas playas como Tunquén o Las Docas.

## Buceo
Quintay es uno de los lugares chilenos en los que se puede practicar el buceo en forma más amena. Se pueden encontrar 3 centros de buceo.

### El Falucho
Naufragio de una de las embarcaciones de la flota "Indus" hundido a 15 m de profundidad en un banco de arena blanca, rodeado de bajos pequeños y bosques de huiros. Latitud: 33° 11.433' S Longitud: 71° 42.128' W. Mide aproximadamente 25 m de largo y estructuralmente se mantiene en perfectas condiciones. Dentro de él se aloja gran cantidad de fauna marina, en especial grandes Bilagay, esponjas de colores y cardúmenes de castañetas. Es uno de los puntos de buceo más visitados en Quintay.

### La Caldera
Restos del barco ballenero Indus IV, localizados a una profundidad promedio de 8 m, Latitud: 33° 11.498' S Longitud: 71° 42.127' W. La estructura correspondiente a la caldera se conserva en perfectas condiciones, y junto con las condiciones del entorno se convierte en un lugar apto para la visita de buzos principiantes.

### Los Jardines o Basural
Excelente lugar para el buceo en todo nivel de certificación. Ubicado a Latitud: 33° 11.295' S Longitud: 71° 42.025' W, a una profundidad que fluctúa entre los 15 y 30 m. "Los Jardines" se conocen también con el nombre de "el basural" porque tiempo atrás se encontraban restos de loza japonesa y botellas de vidrio. Es posible encontrar entre sus lindas bajas llenas de vida algunos arpones balleneros y anclas.

### La isla
Lugar de "roquerios aptos para el buceo" o "bajas" de gran magnitud caracterizados por la formación de callejones de fondo de conchilla, generando verdaderos caminos bajo el agua. Sobre las rocas se aprecia una gran diversidad de flora y fauna marina como las esponjas características del submarial rocoso esponjas amarillas además de especies itinerantes como nutrias y lobos marinos.

### Bajos de Playa Chica
Este lugar forma parte del Área de Manejo y Explotación de Recursos Bentónicos AMERB administrada por el Sindicato de pescadores de Quintay. Su ubicación, Latitud: 33° 12.692' S
Longitud: 71° 42.24' W, expuesta a los vientos predominantes en Chile (S, SW), caracterizan el sector por su gran abundancia y biodiversidad de especies marinas Jibias. Con una profundidad app entre 20 y 30 m el buceo en este sector requiere de un nivel avanzado.

### Bajo El Loro
Camino a la Playa Chica, se encuentra este bajo que esta cercano a la costa y que sobresale de la superficie, la profundidad aumenta abruptamente de los 8 a los 30 m bordeando el bajo hacia el mar. Lugar idóneo para hacer un buceo multinivel.

### El Fraile
Ubicado a Latitud: 33° 10.732' S Longitud: 71° 43.774' W emerge una enorme roca de app 5 m conocida como "el Fraile" cuyo nombre se debe a la similitud con la apariencia de un fraile franciscano, la roca asemeja la cabeza y la corona de "huiros" (algas) el pelo. Alcanza los 25 y 50 m de profundidad y el buceo en este sector es recomendado para buceadores avanzados y es especial para los que disfrutan del buceo profundo. Dependiendo de las condiciones climáticas la visibilidad varia entre 10 y 20 m. Su acceso es posible solo en bote. Otras grandes rocas rodean este gran bajo, formando grandes columnas, callejones y cuevas submarinas lo que favorece el desarrollo de un amplio espectro de formas de vida picoroco gigante, jureles, lobos de mar, viejas, pejeperros, etc.

### La lobera de Curaumilla
Punta Curaimilla alberga la lobera más grande del litoral central con una población que supera los 700 individuos. Ubicada al norte de Quintay, en las coordenadas 33° 6.001' S, 71° 44.654' W, su acceso es solo por bote con un viaje de app 30 min.
Es un entorno de conexión con el hábitat del lobos.
Esta población de lobos marinos habita el islote ribereño cuyas dimensiones son aproximadamente de 500 m de largo, a 350 m de ancho y una altura de 80 m sobre el nivel del mar. El león de mar de América del Sur se distribuye en cinco áreas diferentes ubicadas al norte y al este del islote.